# ディキ・ディキ
ディキ・ディキ (英: Diki-Diki Cocktail、英: Diki-Diki) は、カルヴァドス、スウェディッシュ・パンチ（カロリック・パンチ、プンシュ）、グレープフルーツジュースを使用するカクテル。

## 概要
「ディキ・ディキ」の語は「ティキ・ティキ（Tiki-Tiki）」と同様にティキ・カルチャー（ポリネシアン・ポップ・カルチャー）を表す語である。
ロンドンのEmbassy Clubのバーテンダーであるロバート・ヴェルメール（Robert Vermiere）が1922年に刊行した『Cocktails: How to Mix Them』で紹介されている。 

## レシピの例
『サヴォイ・カクテル・ブック』掲載のレシピを以下に挙げる。
材料
- カルヴァドス - 4/6
- スウェディッシュ・パンチ - 1/6
- グレープフルーツ・ジュース - 1/6

作り方
1. 全ての材料をシェイクし、カクテルグラスに注ぐ。